# 이재순 (1954년)
이재순(李載純, 1954년 4월 14일 ~ )은 대한민국의 군인 겸 정치가이다. 2004년 3월에 준장으로 진급하면서 대한민국 여군 사상 2번째 장성급 장교가 되었으며 이후 2006년 육군 준장 예편하였다.

## 특점
그녀는 양승숙, 윤종필, 박순화 등과 아울러 2000년대 대한민국 여성 간호장교 출신 장군 1세대 가운데 한 사람으로 일컬어진다.

## 학력
- 1973년 대구여자고등학교
- 1975년 서울보건전문학교 보건행정학과 전문학사
- 1977년 국군간호사관학교 18기
- 1982년 육군보병학교 졸
- 1984년 국방대학교 행정학사 30기
- 1989년 5년제 한국방송통신대학교 행정학과 학사
- 1992년 영남대학교 행정대학원 행정학 석사

## 주요 경력
- 국군간호사관학교 교장
- 대한민국 재향군인회 비상임이사
- 가천의과학대학교 겸임교수
- 한국폴리텍Ⅵ대학 구미캠퍼스 학장
- 대한민국 재향군인회 이사장
- 대한민국 국무총리실 국가비상기획위원
- 대한민국 국무총리실 특수임무보상심의위원
- 한나라당 상임위원
- 2011년 한나라당 상임위원 직위 사퇴와 아울러 한나라당 탈당
- 2012년 새누리당 상임고문 위임(2012년 6월)
- 2013년 새누리당 상임고문 직위 사퇴 및 새누리당 탈당(2013년 7월)
- 2017년 자유한국당 전임고문 위임(2017년 3월)
- 2017년 자유한국당 전임고문 직위 사퇴 및 자유한국당 탈당(2017년 6월)